# Spindelberg
Der Spindelberg ist ein 520 m ü. NHN hoher Berg im Spessart im bayerischen Landkreis Aschaffenburg in Deutschland. Er gehört zu den höchsten Gipfeln des Höhenzuges der Eselshöhe.

## Beschreibung
Der Spindelberg liegt zwischen den Orten Heinrichsthal und Jakobsthal. Nördlich des Gipfels treffen sich die Grenzen der Gemarkungen Heinrichsthal, Heinrichsthaler Forst und Schöllkrippener Forst. Der südwestliche Bergsporn wird Hochkopf genannt. Zwischen ihm und der südlich angrenzenden Steigkoppe (502 m) liegt das Waldhaus Engländer. Über den Gipfel führt die Kreisstraße AB 2 (Spessart-Höhenstraße). Im Norden geht der Spindelberg flach zur Schindershöh (522 m) über. Bis 2011 führte über den Berg der Degen-Weg, dessen topographisch höchster Punkt auf dem Spindelberg lag. An den steil abfallenden Westhängen entspringt die Speckkahl. Im Tal östlich des Berges fließt bei Oberlohrgrund der Lohrbach.